# Harry Potter and the Order of the Phoenix (filme)
Harry Potter and the Order of the Phoenix (no Brasil, Harry Potter e a Ordem da Fênix; em Portugal, Harry Potter e a Ordem da Fénix) é um filme britano-americano de 2007, dos gêneros de drama, aventura, ação e fantasia, dirigido por David Yates, com roteiro de Michael Goldenberg
baseado no romance Harry Potter e a Ordem da Fênix, o quinto da série literária de J. K. Rowling.

## Prêmios e indicações
| Prêmio     | Categoria                 | Recipiente                                          | Resultado |
| ---------- | ------------------------- | --------------------------------------------------- | --------- |
| BAFTA 2008 | Melhor design de produção | Stuart Craig, Stephenie McMillan                    | Indicado  |
| BAFTA 2008 | Melhores efeitos visuais  | Tim Burke, John Richardson, Emma Norton, Chris Shaw | Indicado  |

## Enredo
Durante outro verão na casa de seus tios, os Dursley, Harry, se encontra sozinho em um balanço, quando surge seu primo com alguns amigos,Duda caçoa de Harry pela morte de Cedrico, Harry perde a paciência e lhe aponta sua varinha, enquanto isso, uma tempestade de aproxima, e os dois correm para tentarem se proteger, quando de repente, Harry e Duda são atacados por Dementadores, criaturas que sugam a alegria humana, criando um ambiente frio, causando tristeza e desespero. Sem pensar duas vezes, Harry usa a magia "Expector Patronum" neles, ao chegar na casa dos tios, Harry recebe uma carta informando que ele esta expulso de Hogwarts, Durante a noite, Harry sonha com Cedrico sendo morto,logo depois ele é levado por Alastor "Olho-Tonto" Moody e Tonks e um grupo de bruxos para a casa de seu padrinho Sirius Black, que serve como sede da Ordem da Fênix, uma organização secreta fundada por Alvo Dumbledore que informa a Harry que o Ministério da Magia está se recusando a acreditar no retorno de Voldemort. Lá, Sirius menciona que Voldemort está atrás de um objeto especial que ele não possuía durante seu ataque anterior.
A expulsão de Harry é revertida e ele retorna à Hogwarts, onde participa de uma audiência onde é inocentado pelas acusações, Cornélio, o Ministro da Magia nomeia um novo professor de Defesa Contra as Artes das Trevas: Dolores Umbridge, que imediatamente se choca com Harry e o pune por suas "mentiras" sobre Voldemort. Apesar da preocupação de seus amigos, Harry se recusa a denunciar Umbridge a Dumbledore, que misteriosamente ignora Harry desde o verão. À medida que o controle de Umbridge sobre a escola aumenta, Harry, Hermione e Rony formam um grupo secreto para treinar os alunos com feitiços defensivos, chamando-se "Armada de Dumbledore".
Harry começa a ter visões devido a uma conexão com Voldemort. Dumbledore, preocupado com a conexão, instrui Snape a dar lições de Oclumência a Harry para defender sua mente da influência de Voldemort. Enquanto isso, ocorre uma fuga em massa de Azkaban, onde vários Comensais da Morte escapam.
As lições de Oclumência terminam depois que Harry descobre através das memórias de Snape que seu pai frequentemente o ridicularizava. Após outra visão, Harry acredita que Sirius foi pego e está preso no Departamento de Mistérios do Ministério da Magia e tenta contato com a Ordem, sendo pego por Umbridge. Harry e seus amigos conseguem se livrar dela e se deslocam até o Ministério para salvar Sirius. Lá, são emboscados por Comensais da Morte, que desejam uma antiga profecia que apenas Harry pode retirar.
Para salvá-los, a Ordem da Fênix aparece, gerando uma grande batalha, onde Sirius Black é morto pela sua prima, Belatriz Lestrange. Voldemort aparece, mas Dumbledore chega momentos antes do Lorde matar Harry. Um duelo entre Voldemort e Dumbledore se inicia, incluindo uma possessão sobre Harry.
Funcionários do Ministério chegam pouco antes de Voldemort desaparecer e Fudge é forçado a admitir o retorno do Lorde das Trevas. Dumbledore explica que se distanciou de Harry o ano inteiro, esperando que isso diminuísse o risco de Voldemort usar a conexão entre eles. Harry descobre que a profecia dizia que "nenhum poderá viver enquanto o outro sobreviver." A Segunda Guerra enfim se inicia.

## Personagens relacionados

#### Personagens do livro não representados no filme
Os personagens seguintes aparecem nos outros filmes da série, mas foram cortados deste.
| Papel            | Ator               | Estado   | Fonte    | Aparece em… |
| ---------------- | ------------------ | -------- | -------- | ----------- |
| Angelina Johnson | Tiana Benjamin     | Retirada | (Inglês) | GF          |
| Miles Bletchley  | David Churchyard   | Cortado  | (Inglês) | CS          |
| Ernie Prang      | Jimmy Gardner      | Cortado  | (Inglês) | PA          |
| Stanley Shunpike | Lee Ingleby        | Cortado  | [ 10 ]   | PA          |
| Dobby (voz)      | Toby Jones         | Cortado  | (Inglês) | CS          |
| Pomona Sprout    | Miriam Margolyes   | Cortada  | (Inglês) | CS          |
| Rita Skeeter     | Miranda Richardson | Cortada  | (Inglês) | CF          |

### Recepção
O filme foi bem aceito pela crítica. The Order of the Phoenix estreou faturando US$ 333 milhões mundialmente em seus primeiros cinco dias. Com faturamento de US$ 292 milhões na América do Norte, £ 49,2 milhões no Reino Unido, e um total de US$ 938 milhões mundialmente, foi a segunda maior bilheteria do ano, ficando atrás apenas de Pirates of the Caribbean: At World's End.
No Brasil, Ordem da Fênix atraiu 4,3 milhões de espectadores e foi o terceiro maior público do ano (atrás de Spider-Man 3 e Shrek the Third). Em Portugal, foi o quinto maior público de 2007 com 479.152 espectadores.